# Irish Blood, English Heart
"Irish Blood, English Heart" é uma canção do cantor inglês Morrissey, lançada no álbum You Are the Quarry, de 2004. Foi descrita como "a mais inequivocamente política de sua carreira até o momento".

## Contexto e composição
"Irish Blood, English Heart" é uma das composições mais antigas presente em You Are the Quarry. Morrissey revelou sua existência pela primeira vez em uma entrevista ao The Irish Times em 1999, apresentando-a como a provável faixa-título de seu próximo álbum. Ele cantou a canção ao vivo pela primeira vez em 2002, referindo-se ao título como "os componentes que compõem meu corpinho rechonchudo".
A canção discute a identidade de Morrissey como filho de imigrantes irlandeses que cresceu na Inglaterra da era Thatcher e explora os temas de discórdia entre as duas nações. É uma das canções mais políticas do cantor, com críticas a Oliver Cromwell, aos tories, ao Partido Conservador, ao Partido Trabalhista e à família real britânica. “[A letra] aborda o desgosto que sinto pelo sistema político britânico”, disse Morrissey.
A canção atraiu admiração por parte de mexicano-americanos e de estadunidenses latinos e hispânicos nos Estados Unidos, que se identificam com seu tema de "identidade dividida".

## Posição nas paradas musicais
| Parada (2004)                                  | Melhor posição |
| ---------------------------------------------- | -------------- |
| Bélgica (Ultratip Bubbling Under de Flandres)  | 17             |
| Canadá (Nielsen SoundScan)                     | 7              |
| Europa (Eurochart Hot 100)                     | 11             |
| França (SNEP)                                  | 66             |
| Alemanha (Offizielle Deutsche Charts)          | 65             |
| Irlanda (IRMA)                                 | 17             |
| Itália (FIMI)                                  | 48             |
| Noruega (VG-lista)                             | 18             |
| Escócia (Scottish Singles Chart)               | 4              |
| Suécia (Sverigetopplistan)                     | 4              |
| Reino Unido (UK Singles Chart)                 | 3              |
| Reino Unido (OCC UK Indie)                     | 1              |
| Estados Unidos (Billboard Alternative Airplay) | 36             |

| Parada (2004)     | Posição |
| ----------------- | ------- |
| Reino Unido (OCC) | 136     |